# Maizuru Sinus
Il Maizuru Sinus è una struttura geologica della superficie di Titano.